# Герои Социалистического Труда Камчатского края
В настоящий список включены:

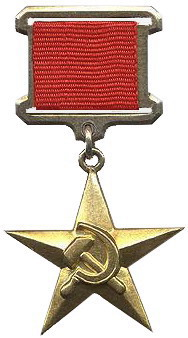
Золотая медаль «Серп и Молот»

- Герои Социалистического Труда, на момент присвоения звания проживавшие на территории современного Камчатского края, — 28 человек;
- уроженцы Камчатского края, удостоенные звания Героя Социалистического Труда в других регионах СССР, — 1 человек;
- Герои Социалистического Труда, прибывшие на постоянное проживание в Камчатский край, — 1 человек.

Вторая и третья части списка могут быть неполными из-за отсутствия данных о месте рождения и проживания ряда Героев.
В таблицах отображены фамилия, имя и отчество Героев, должность и место работы на момент присвоения звания, дата Указа Президиума Верховного Совета СССР, отрасль народного хозяйства, место рождения/проживания, а также ссылка на биографическую статью на сайте «Герои страны». Формат таблиц предусматривает возможность сортировки по указанным параметрам путём нажатия на стрелку в нужной графе.

## История
Первыми в Камчатском крае звания Героя Социалистического Труда были удостоены шестерым представителям рыбопромысловой промышленности, которым эта высшая степень отличия была присвоена Указом Президиума Верховного Совета СССР от 2 марта 1957 года за выдающиеся успехи в развитии активного промысла рыбы в открытых морях, освоение новой техники и достигнутые высокие уловы рыбы.
Подавляющее большинство Героев Социалистического Труда на Камчатке приходится на рыбопромысловую отрасль — 15 человек; строительство — 5; транспорт и сельское хозяйство — по 4.

## Лица, удостоенные звания Героя Социалистического Труда в Камчатском крае
| №  | Фамилия, имя, отчество         | Даты жизни              | Деятельность | Дата присвоения | Отрасль       | Место рождения         | ГС        |
| -- | ------------------------------ | ----------------------- | --- | --------------- | ------------- | ---------------------- | --------- |
| 1  | Алёшкин Павел Егорович         | 16.02.1913 — 06.02.2001 | Капитан среднего рыболовного траулера «Полярник» управления тралового флота Главкамчатрыбпрома Министерства рыбной промышленности СССР, Камчатская область                                                                           | 02.03.1957      | рыбхоз        | *Астраханская область  | [ ГС 1 ]  |
| 2  | Ахайми Василий Васильевич      | 1917 — 25.09.1968       | *Бригадир рыболовецкого колхоза имени Ленина Олюторского района Корякского национального округа Камчатской области | 13.04.1963      | рыбхоз        | Камчатский край        | [ ГС 2 ]  |
| 3  | Белоусов Семён Григорьевич     | 02.02.1913 — 1984       | Капитан малого рыболовного сейнера рыболовецкого колхоза имени Ленина, гор. Петропавловск-Камчатский | 13.04.1963      | рыбхоз        | *Алтайский край        | [ ГС 3 ]  |
| 4  | Власов Михаил Калистратович    | 1911 — ????             | Бригадир морского ставного невода Кихчикского рыбокомбината Главкамчатрыбпрома, Камчатская область | 02.03.1957      | рыбхоз        | *Бурятия               | [ ГС 4 ]  |
| 5  | Громотков Николай Васильевич   | 1928 — 20.02.1999       | Шофёр Петропавловского пассажирского автотранспортного предприятия № 1 Министерства автомобильного транспорта РСФСР, Камчатская область                                                                                              | 04.05.1971      | транспорт     | *Тамбовская область    | [ ГС 5 ]  |
| 6  | Делянский Семён Григорьевич    | 15.09.1926 — 17.07.1999 | *Звеньевой оленеводческого совхоза «Полярная звезда» Пенжинского района Корякского национального округа | 08.04.1971      | сельхоз       | Пенжинский район       | [ ГС 6 ]  |
| 7  | Иванова Зинаида Ивановна       | 15.05.1923 — 16.08.2014 | Бригадир полеводческой бригады Начикинского совхоза Елизовского района Камчатской области | 07.03.1960      | сельхоз       | *Ульяновская область   | [ ГС 7 ]  |
| 8  | Каморный Александр Николаевич  | 01.01.1920 — 18.05.1985 | Бригадир комплексной бригады Елизовского строительно-монтажного управления треста «Камчатскстрой», Камчатская область | 11.08.1966      | строительство | *Приморский край       | [ ГС 8 ]  |
| 9  | Кибалюк Иван Петрович          | 25.09.1927 — 07.07.2004 | Бригадир комплексной строительно-монтажной бригады Камчатского домостроительного комбината Министерства строительства СССР в районах Дальнего Востока и Забайкалья, гор. Петропавловск-Камчатский                                    | 05.06.1980      | строительство | *Черкасская область    | [ ГС 9 ]  |
| 10 | Клепиков Георгий Николаевич    | 30.05.1914 — 30.01.1985 | Капитан теплохода «Николаевск» Камчатского управления морского флота Дальневосточного морского пароходства Министерства морского флота СССР, гор. Петропавловск-Камчатский                                                           | 29.07.1966      | транспорт     | *Амурская область      | [ ГС 10 ] |
| 11 | Крупенина Конкордия Кириковна  | 22.07.1916 — 23.02.1997 | Бригадир Мильковского совхоза Мильковского района Камчатской области | 30.04.1966      | сельхоз       | Камчатская область     | [ ГС 11 ] |
| 12 | Кузнецов Александр Андреевич   | 1912 — 10.1977          | Капитан среднего рыболовного траулера «Север» управления тралового флота Главкамчатрыбпрома Министерства рыбной промышленности СССР, Камчатская область                                                                              | 02.03.1957      | рыбхоз        | *Астраханская область  | [ ГС 12 ] |
| 13 | Курьянович Виктор Степанович   | 17.10.1941 — 07.12.2013 | Звеньевой совхоза «Пограничный» Елизовского района Камчатской области | 23.12.1976      | сельхоз       | Елизовский район       | [ ГС 13 ] |
| 14 | Лисаков Михаил Иванович        | 1932 — 31.08.1990       | Старший мастер по добыче рыбы большого морозильного рыболовного траулера «Штурман Елагин» Управления океанического рыболовства производственного объединения «Камчатрыбпром» Министерства рыбного хозяйства СССР, Камчатская область | 23.01.1974      | рыбхоз        | *Нижегородская область | [ ГС 14 ] |
| 15 | Малякин Иван Игнатьевич        | 20.04.1915 — 16.11.1974 | Капитан малого рыболовного сейнера колхоза имени Кирова Елизовского района Камчатской области | 02.03.1957      | рыбхоз        | *Волгоградская область | [ ГС 15 ] |
| 16 | Мердов Анатолий Фёдорович      | род. 07.11.1934         | Капитан среднего рыболовного траулера «Крутогорово», гор. Петропавловск-Камчатский Камчатской области | 13.04.1963      | рыбхоз        | *Донецкая область      | [ ГС 16 ] |
| 17 | Мещеряков Георгий Васильевич   | 16.04.1931 — 16.06.2019 | Капитан-директор большого морозильного рыболовного траулера «Узбекистан» Управления тралового и рефрижераторного флота Министерства рыбного хозяйства СССР, Камчатская область                                                       | 07.07.1966      | рыбхоз        | *Иркутская область     | [ ГС 17 ] |
| 18 | Муковников Борис Григорьевич   | 24.07.1916 — 18.03.1993 | Капитан малого рыболовного сейнера колхоза имени Кирова Елизовского района Камчатской области | 02.03.1957      | рыбхоз        | *Волгоградская область | [ ГС 18 ] |
| 19 | Савченко Евгений Павлович      | 30.06.1925 — 11.04.1995 | Бригадир рыболовецкой бригады рыболовецкого колхоза имени Бекерева Карагинского района Камчатской области | 26.04.1971      | рыбхоз        | Карагинский район      | [ ГС 19 ] |
| 20 | Сагайдачный Григорий Кузьмич   | 1905 — ????             | Капитан малого рыболовного сейнера колхоза «Красный труженик» Усть-Большерецкого района Камчатской области | 02.03.1957      | рыбхоз        | *Житомирская область   | [ ГС 20 ] |
| 21 | Слепов Иван Васильевич         | 1911 — ????             | Бригадир столяров гидротехнического управления треста «Камчатрыбстрой» Камчатского совнархоза | 09.08.1958      | строительство | *Пензенская область    | [ ГС 21 ] |
| 22 | Солодчук Николай Иванович      | 13.05.1916 — 05.01.1987 | *Бригадир комплексной бригады рыболовецкого колхоза «Ударник» Корякского национального округа | 13.04.1963      | рыбхоз        | *Житомирская область   | [ ГС 22 ] |
| 23 | Стародубцев Николай Ефимович   | 02.08.1928 — 10.04.2018 | Бригадир портовых рабочих Петропавловск-Камчатского морского торгового порта Министерства морского флота СССР, Камчатская область | 04.05.1971      | транспорт     | *Белгородская область  | [ ГС 23 ] |
| 24 | Стекольщиков Иван Фёдорович    | 1937 — 31.01.1991       | Капитан рыболовного сейнера «Асача» Камчатского межколхозного производственного объединения рыболовецких колхозов | 18.03.1985      | рыбхоз        | *Татарстан             | [ ГС 24 ] |
| 25 | Фуряев Геннадий Иванович       | 23.11.1936 — 25.10.2013 | Бригадир комплексной бригады строительного управления № 8 треста «Камчатрыбстрой» Министерства строительства предприятий тяжёлой индустрии СССР, Камчатская область                                                                  | 05.04.1971      | строительство | *Московская область    | [ ГС 25 ] |
| 26 | Чернеев Анатолий Александрович | 27.10.1930 — 13.10.2004 | Капитан теплохода Камчатского государственного морского пароходства Министерства морского флота СССР, Камчатская область | 03.08.1960      | транспорт     | *Хмельницкая область   | [ ГС 26 ] |
| 27 | Числов Константин Андреевич    | 19.08.1921 — 04.11.1992 | Капитан среднего рыболовного траулера «Николай Вилков» Управления траулерного и рефрижераторного флота Министерства рыбного хозяйства СССР, Камчатская область                                                                       | 26.04.1971      | рыбхоз        | *Тверская область      | [ ГС 27 ] |
| 28 | Япрынцев Егор Потапович        | род. 09.01.1938         | Бригадир электросварщиков Камчатского домостроительного комбината Министерства строительства СССР в районах Дальнего Востока и Забайкалья, гор. Петропавловск-Камчатский                                                             | 22.05.1986      | строительство | *Воронежская область   | [ ГС 28 ] |

## Уроженцы Камчатского края, удостоенные звания Героя Социалистического Труда в других регионах СССР
| № | Фамилия, имя, отчество  | Даты жизни  | Деятельность                                                                | Дата присвоения | Отрасль | Место рождения | ГС       |
| - | ----------------------- | ----------- | --------------------------------------------------------------------------- | --------------- | ------- | -------------- | -------- |
| 1 | Глухова Ульяна Павловна | 1919 — ???? | Свинарка племенного завода «Элита» Емельяновского района Красноярского края | 22.03.1966      | сельхоз |                | [ ГС 1 ] |

## Герои Социалистического Труда, прибывшие в Камчатский край на постоянное проживание из других регионов
| № | Фамилия, имя, отчество                   | Даты жизни              | Деятельность                                                                                 | Дата присвоения | Отрасль | Место проживания         | ГС       |
| - | ---------------------------------------- | ----------------------- | -------------------------------------------------------------------------------------------- | --------------- | ------- | ------------------------ | -------- |
| 1 | Рашевская (Воронова) Серафима Евгеньевна | 22.05.1925 — 08.02.2000 | Звеньевая семеноводческого колхоза «Союз строителей» Ояшинского района Новосибирской области | 20.03.1949      | сельхоз | Петропавловск-Камчатский | [ ГС 1 ] |